# Pseudophistomis pallida
Pseudophistomis pallida là một loài bọ cánh cứng trong họ Cerambycidae.